# جون كونواي (عالم فلك)
جون كونواي (بالإنجليزية: John Conway)‏ هو عالم فلك بريطاني، ولد في 1963.

## وصلات خارجية
- جون كونواي على موقع IMDb (الإنجليزية)